# Hiendelaencina
Hiendelaencina es un municipio de la provincia de Guadalajara, comunidad autónoma de Castilla-La Mancha, España. En el último censo contaba con una población de 110 habitantes (INE 2024). Pese a esa exigua población, constituye el municipio más poblado de la mancomunidad del Alto Rey, que agrupa a otros 16 municipios.
La localidad de Hiendelaencina, situada al pie de la sierra de Alto Rey junto al cañón del río Bornova a 1084 m s. n. m., experimenta un clima mediterráneo continentalizado de tipo Csb, con veranos secos e inviernos fríos.
Hasta 1844 fue una aldea modesta, pero el descubrimiento ese año de plata y la construcción de las que fueron las minas argentíferas más importantes de España en toda su historia transformó totalmente a la localidad y dio comienzo a una pequeña «fiebre de la plata» en la región. Actualmente se encuentran abandonadas, pero constituyen un notable patrimonio cultural, natural y geológico. Posteriormente, con la progresiva decadencia y en última instancia cierre de las diferentes explotaciones mineras a principios del siglo XX Hiendelaencina ha perdido rápidamente población. Entre el patrimonio arquitectónico del municipio, aparte de las minas de plata, se encuentra la iglesia parroquial construida en el siglo XIX.
La débil actividad económica de Hiendelaencina, que centraliza para varios municipios aledaños un servicio como la atención sanitaria primaria y cuenta con un pequeño aeródromo con función de lucha contra incendios, está focalizada en el sector servicios y la construcción.

## Toponimia y símbolos
El nombre de la localidad se originó junto con la población durante la Edad Media. Inicialmente figuró con variantes como Lluen del Encina y Lenzina (siglo XIII) y Allende Laencina (siglo XVI), para acabar denominándose en el siglo XIX Ien la Encina. Los denominaciones iniciales del término que acompañan a «la encina» parecen ser derivativos de un mismo significado (lejos, loin en francés, allende también en castellano). El topónimo podría ser descompuesto en «Allende la Encina», con el significado de «más allá de la encina», por tanto un locativo geográfico.
Con el descubrimiento de las minas de plata pasó a conocerse popularmente también como Las Minas.
La descripción del blasón heráldico que representa al municipio, cuya aprobación fue publicada el 27 de noviembre de 2001 en el boletín número 123 del Diario Oficial de Castilla-La Mancha es la siguiente:

Escudo: De plata, una encina verde sobre rocas de sable. El Escudo se timbra con la corona real de España.

## Geografía física

### Localización

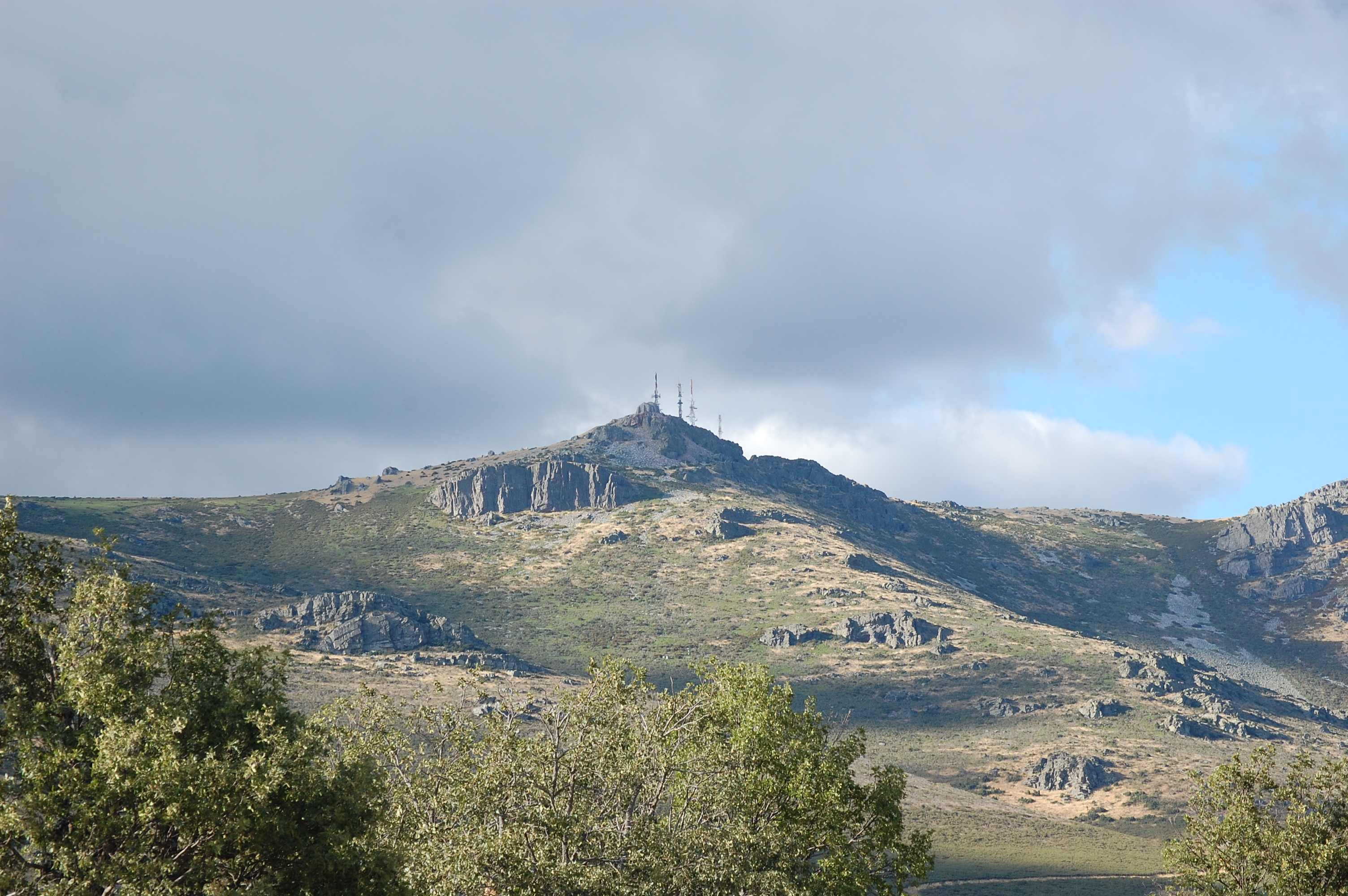
Vista del Alto Rey y la ermita; uno de los puntos más altos de la sierra que domina la región

El término municipal de Hiendelaencina, que abarca una superficie de 19,22 km², está situado al norte del sector central de la provincia de Guadalajara en la vertiente sur de la sierra de Alto Rey, una sierra situada en las estribaciones más orientales del sistema Central. La localidad se encuentra situada a una altitud media de 1084 m s. n. m. sobre una pequeña llanura en la margen izquierda del río Bornova a 50 km de su cabeza de partido, Sigüenza, y 65 km de la capital provincial. El municipio cuenta con un vértice geodésico del Instituto Geológico Nacional instalado en una pequeña elevación del paraje de Altollano al sur del núcleo urbano que se encuentra a una altitud de 1099,5 m s. n. m.. No es sin embargo el punto de mayor altitud de Hiendelaencina, que supera los 1130 m s. n. m. en la parte norte de la extensión del término municipal. El punto más bajo corresponde a los aproximadamente 920 m s. n. m. del límite suroeste, donde el río Bornova represado en el embalse de Alcorlo abandona los límites de Hiendelaencina.
El término municipal pertenece a la cuenca hidrográfica del Tajo y el principal curso de agua que transcurre por él es el río Bornova, que recorre el límite occidental con el municipio de Villares de Jadraque. El Bornova es un afluente del Henares (tributario del Jarama, que es a su vez uno de los principales afluentes del río Tajo). El resto de cursos —como el arroyo Diógenes o el arroyo de Cal— son arroyos estacionales.
| Noroeste: Villares de Jadraque | Norte: Villares de Jadraque | Noreste: Robledo de Corpes |
| Oeste: Zarzuela de Jadraque    |                             | Este: Robledo de Corpes    |
| Suroeste: La Toba              | Sur: Congostrina            | Sureste: Congostrina       |

### Geología

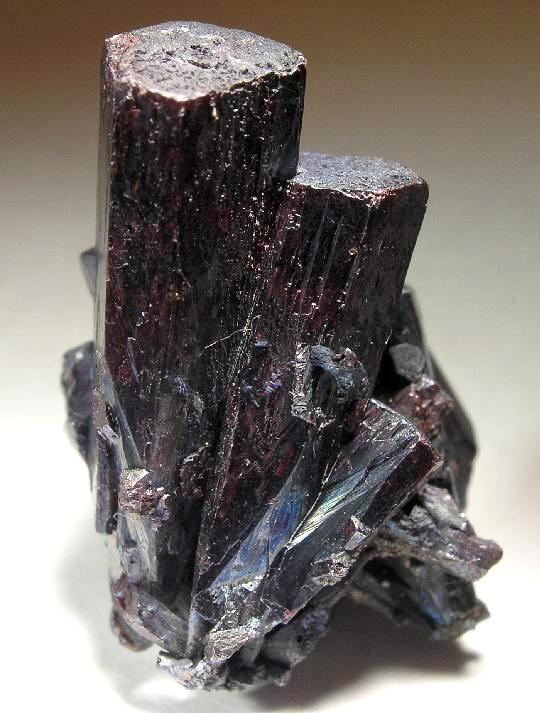
Mineral pirargirita, una mena de plata presente en los filones de las minas de Hiendelaencina

La zona del Alto Rey a la que pertenece Hiendelaencina se enclava en la formación geológica Ollo de sapo (formada en el Cámbrico inferior) del Macizo Ibérico. En algunas partes, se encuentran sobre los gneises rocas de origen volcánico. El municipio de Hiendelaencina en concreto está situado en el límite entre dos tipos de suelo: uno con afloramientos del Cámbrico y Precámbrico (cuarcitas y gneises glangulares), y otro con materiales del terciario y del cuaternario. Los filones de cuarzo son abundantes en la zona. Es en estos filones en donde se han encontrado mineralizaciones en sulfuros de plata (siempre en la serie de gneises) y de oro. Las minas, que se explotaron desde 1844, adquirieron gran notoriedad, especialmente el filón «Santa Cecilia», del que se extrajo el 90 % de la producción de plata. Las principales menas extraídas del «Santa Cecilia» fueron miargirita y pirargirita; la profundidad máxima a la que se excavó este filón fue de 690 m. Otro filón importante fue el denominado «Mala Noche».

### Clima

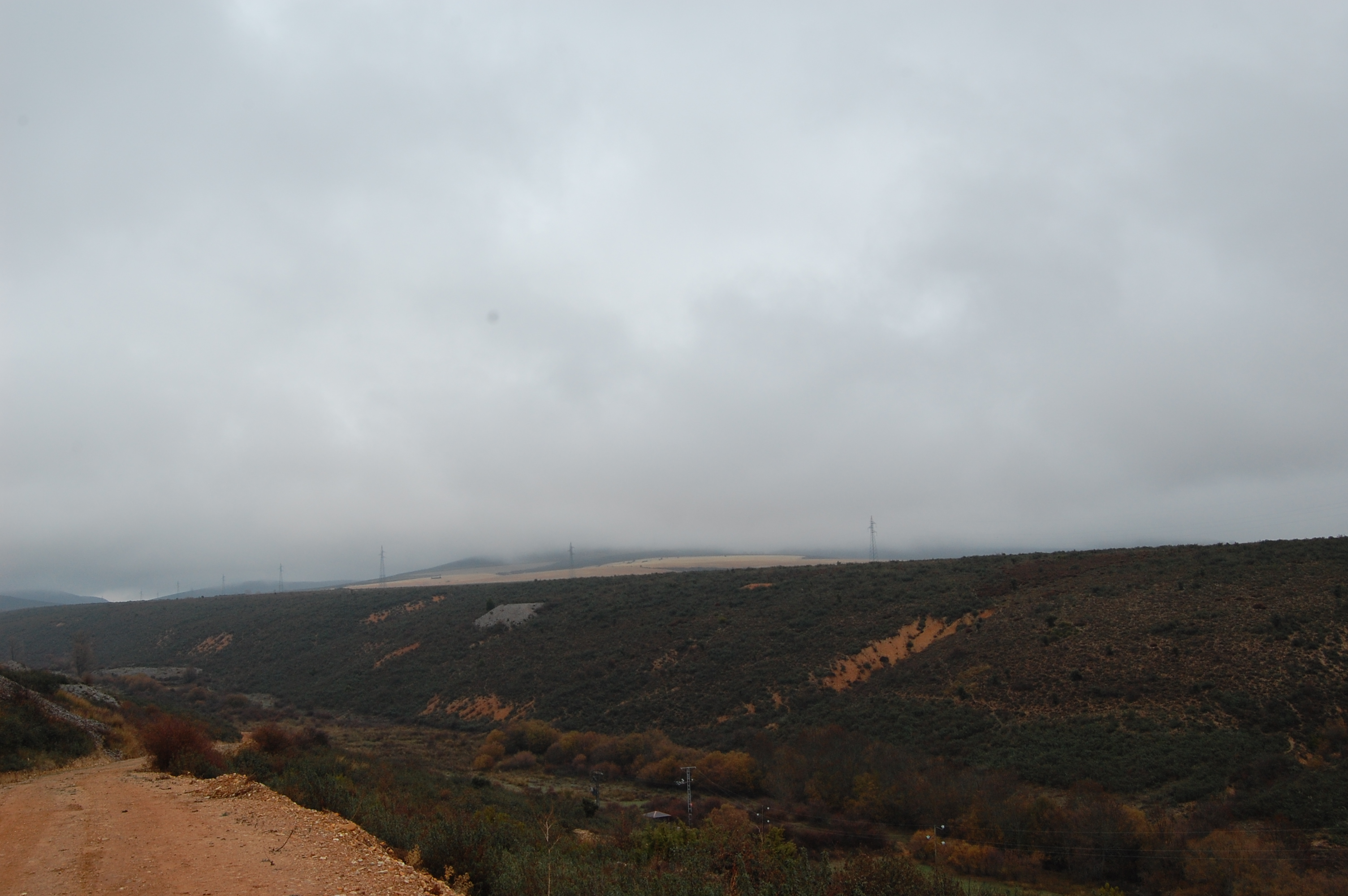
Vista del cauce del arroyo Diógenes, al este de la localidad, alrededor del cual se efectuaron la mayor parte de las explotaciones mineras

La temperatura media anual en Hiendelaencina es de 11,76 °C (con una media de máximas de 17,21 y de mínimas de 6,36 °C). De acuerdo a la clasificación climática de Köppen, Hiendelaencina tiene un clima mediterráneo fresco de tipo Csb (en el límite con un clima mediterráneo de verano caluroso Csa), con unas temperaturas medias del mes más cálido por debajo de los 22 °C. Las máximas no superan en promedio durante el verano los 30 °C. A pesar de ser frecuentes las heladas para el contexto local concreto del norte de la provincia de Guadalajara el promedio de días no constituye un número particularmente alto, 69 de media a lo largo del año.
Según datos de 2009 el municipio recibe una cantidad promedio de 585,82 mm de precipitación, que se concentra principalmente en el invierno (30,9 % del total de precipitación), seguidas del otoño y la primavera (29,0 y 27,3 % respectivamente). Además del máximo principal de la distribución invernal a mediados de la primavera se experimenta también otro máximo relativo pronunciado durante el mes de mayo. El verano es la estación más seca en cuanto a precipitaciones. El promedio anual de días de lluvia es de 79,84 y el de días de precipitación en forma de nieve de 9,39. El rocío y el granizo no son fenómenos meteorológicos frecuentes en Hiendelaencina. El régimen pluviométrico de la región del Alto Rey es consecuencia de los vientos ábregos, los cuales, debido a sus componentes dominantes (nordeste y sudoeste), hacen que se produzca un notable incremento de las precipitaciones incluso respecto de la zona media del Sistema Central. Esta circunstancia, junto con el hecho de que algunos pasos de montaña sean el escenario de fuertes tormentas de verano que traen lluvia a enclaves privilegiados, consigue compensar la aridez estival propia del clima mediterráneo imperante en toda la cordillera.
| Parámetros climáticos promedio de Hiendelaencina en el periodo 1971-2009                                                                                            | Parámetros climáticos promedio de Hiendelaencina en el periodo 1971-2009 | Parámetros climáticos promedio de Hiendelaencina en el periodo 1971-2009 | Parámetros climáticos promedio de Hiendelaencina en el periodo 1971-2009 | Parámetros climáticos promedio de Hiendelaencina en el periodo 1971-2009 | Parámetros climáticos promedio de Hiendelaencina en el periodo 1971-2009 | Parámetros climáticos promedio de Hiendelaencina en el periodo 1971-2009 | Parámetros climáticos promedio de Hiendelaencina en el periodo 1971-2009 | Parámetros climáticos promedio de Hiendelaencina en el periodo 1971-2009 | Parámetros climáticos promedio de Hiendelaencina en el periodo 1971-2009 | Parámetros climáticos promedio de Hiendelaencina en el periodo 1971-2009 | Parámetros climáticos promedio de Hiendelaencina en el periodo 1971-2009 | Parámetros climáticos promedio de Hiendelaencina en el periodo 1971-2009 | Parámetros climáticos promedio de Hiendelaencina en el periodo 1971-2009 |
| Mes | Ene.                                                                     | Feb.                                                                     | Mar.                                                                     | Abr.                                                                     | May.                                                                     | Jun.                                                                     | Jul.                                                                     | Ago.                                                                     | Sep.                                                                     | Oct.                                                                     | Nov.                                                                     | Dic.                                                                     | Anual                                                                    |
| --- | ------------------------------------------------------------------------ | ------------------------------------------------------------------------ | ------------------------------------------------------------------------ | ------------------------------------------------------------------------ | ------------------------------------------------------------------------ | ------------------------------------------------------------------------ | ------------------------------------------------------------------------ | ------------------------------------------------------------------------ | ------------------------------------------------------------------------ | ------------------------------------------------------------------------ | ------------------------------------------------------------------------ | ------------------------------------------------------------------------ | ------------------------------------------------------------------------ |
| Temp. máx. media (°C) | 7.35                                                                     | 9.43                                                                     | 13.14                                                                    | 15.27                                                                    | 19.11                                                                    | 25.73                                                                    | 29.51                                                                    | 28.27                                                                    | 23.72                                                                    | 16.77                                                                    | 10.62                                                                    | 7.63                                                                     | 17.2                                                                     |
| Temp. media (°C) | 3.61                                                                     | 4.9                                                                      | 7.68                                                                     | 9.63                                                                     | 13.11                                                                    | 18.73                                                                    | 21.9                                                                     | 20.98                                                                    | 17.65                                                                    | 12.08                                                                    | 6.77                                                                     | 4.1                                                                      | 11.8                                                                     |
| Temp. mín. media (°C) | -0.16                                                                    | 0.39                                                                     | 2.22                                                                     | 3.98                                                                     | 7.08                                                                     | 11.72                                                                    | 14.28                                                                    | 14.44                                                                    | 11.55                                                                    | 7.39                                                                     | 2.89                                                                     | 0.53                                                                     | 6.4                                                                      |
| Precipitación total (mm) | 88.8                                                                     | 100.2                                                                    | 48.8                                                                     | 68.5                                                                     | 64.4                                                                     | 55.2                                                                     | 38.0                                                                     | 18.8                                                                     | 57.1                                                                     | 76.3                                                                     | 32.5                                                                     | 95.2                                                                     | 743.8                                                                    |
| Fuente: Agencia Estatal de Meteorología (antiguo INM). Datos de temperatura para el periodo 1971-2009 y de precipitación en el periodo 1975-1979 en Hiendelaencina. |                                                                          |                                                                          |                                                                          |                                                                          |                                                                          |                                                                          |                                                                          |                                                                          |                                                                          |                                                                          |                                                                          |                                                                          |                                                                          |

## Flora y fauna

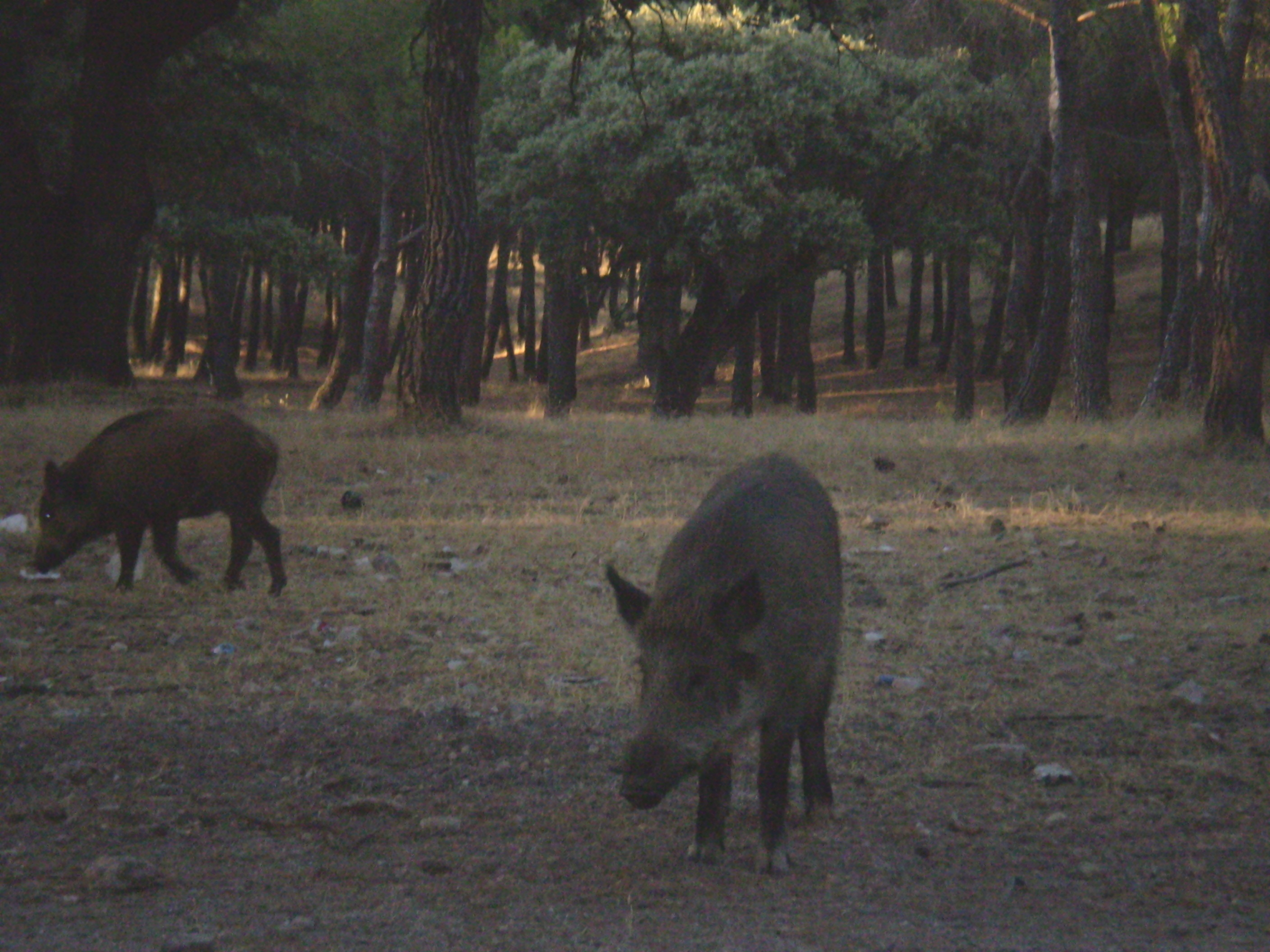
Jabalíes en la península ibérica

Ubicada en un entorno cercano a la sierra de Alto Rey, parte del término municipal —toda la superficie situada al oeste de la carretera CM-1001— pertenece al parque natural de la Sierra Norte de Guadalajara.
Entre la vegetación del parque natural —que en su extremo noroeste en el municipio de Cantalojas incorpora hayedos bien conservados y otras poblaciones de flora eurosiberiana de alto valor— presenta en la sierra de Alto Rey extensiones de pino albar y sabinares, acompañados de vegetación en forma de matorral como las jaras (Cistus ladanifer). Existen además en el territorio del parque amplios terrenos ocupados por pinares de repoblación (Pinus uncinata), pino albar (Pinus sylvestris), pino rodeno (Pinus pinaster), pino laricio (Pinus nigra), en general de bajo valor, pero que en ocasiones presentan en el sotobosque hábitat de protección especial y especies amenazadas. En el municipio predominan sin embargo los arbustos y matorrales (jaras principalmente) y pastizales, mientras que en las zonas arboladas, relativamente dispersas y no siempre formando un bosque, aparecen los pinos, el melojo (Quercus pyrenaica) y la encina (Quercus ilex).
La fauna del parque es la característica de las zonas bien conservadas de las montañas del centro de la península ibérica. Especies comunes de mamíferos del parque son entre otras el conejo (Oryctolagus cuniculus), la liebre (Lepus granatensis), el zorro (Vulpes vulpes), el jabalí (Sus scrofa), el corzo (Capreolus capreolus) o el gato montés (Felis silvestris silvestris). El lobo ibérico (Canis lupus signatus) se encuentra en proceso de recolonizar los territorios del parque. La nutria (Lutra lutra) también se encuentra en proceso de expansión. En cuanto a las aves destacan entre otras el abejero europeo (Pernis apivorus), el alcotán europeo (Falco subbuteo) o el azor común (Accipiter gentilis). Existen algunos ejemplares nidificantes de buitre leonado (Gyps fulvus). El río Bornova, desde su nacimiento hasta el embalse de Alcorlo, tiene la consideración de curso de aguas trucheras.

## Historia

### Prehistoria y Edad Antigua
No se han encontrado yacimientos arqueológicos de la Prehistoria o de la Edad Antigua en el municipio. El área desde la antigua Numancia, Segontia (quizás Sigüenza) y buena parte de las tierras alcarreñas es considerada territorio de la tribu celtíbera de los arévacos, en el límite meridional con los carpetanos que habitaban el valle bajo del Henares. En la localidad relativamente cercana (60 km) de Pelegrina se han encontrado restos de un poblado arévaco. También una necrópolis celtibérica cerca la localidad de Alcuneza (Sigüenza)—la necrópolis de Prados Redondos— a unos 56 km.
El área habitada por los celtíberos —nombre común dado por los romanos a un conjunto de tribus no necesariamente con una identidad étnica muy similar— estaba situada entre tres regiones administrativas romanas diferentes: los conventus de Caesaraugusta, Cartagho Nova y Clunia (subentidades de la provincia Tarraconense). Las urbes romanas más importantes cercanas al entorno del municipio fueron Segontia (quizás la actual Sigüenza), Caesada (Hita), Arcóbriga, Aquae Bilbitanorum (Alhama de Aragón), Arriaca (seguramente en las proximidades de la capital provincial), Complutum (Alcalá de Henares) y Bílbilis (en el municipio de Calatayud).

### Edad Media y Edad Moderna
Durante el periodo final de al-Ándalus, entre los núcleos más importantes de los cercanos al municipio de Hiendelaencina, que formaba parte del sector oriental de la Marca Media de al-Ándalus, se encontraban entre otros los de Atienza, Sigüenza, Castejón de Henares, Jadraque o Hita. Estos emplazamientos llegaron a constituir en ocasiones auténticas fortalezas. En la cercana localidad de Membrillera se encuentran los restos de una torre de vigilancia de origen musulmán —«La Casilla de los Moros»— que domina la orilla izquierda del río Bornova. En el actual y cercano término municipal de Gascueña de Bornova se erigía el llamado «Castelpelayo», un torreón de vigilancia musulmán, que constituía otro punto de defensa del valle del Bornova.

Las comunidades de villa y tierra fueron la forma de organización de los territorios «reconquistados» en la Extremadura castellana

El territorio fue reconquistado por Alfonso VI en 1085 con la toma del castillo de Atienza, que coincidió con la conquista de Toledo. El territorio en el que se incluiría la aldea que dio lugar a Hiendelaencina formó parte inicialmente de la comunidad de villa y tierra de Atienza. Más adelante este alfoz fue perdiendo territorio, desgajándose nuevos comunes como el de Jadraque al que pertenecía —en concreto al sexmo de Bornova— Hiendelaencina. La última ofensiva musulmana que llegó a afectar a la zona de la sierra norte de Guadalajara fue la de los almohades a finales del siglo XII: desde ese momento en adelante la zona de conflicto se movió considerablemente al sur. La Tierra de Jadraque pasó finalmente a manos de Pedro González de Mendoza y en última instancia y hasta ya entrado el siglo XIX permaneció en poder de los duques del Infantado. La evidencia escrita más antigua que menciona indirectamente a Hiendelaencina es un documento eclesiástico del obispo de Atienza que data del año 1269.
En el último cuarto del siglo XVI las Relaciones topográficas de Felipe II de la actual provincia de Guadalajara arrojaron una población para la localidad —que se encontraba bajo jurisdicción de la villa de Jadraque— de 23 vecinos.

### Edad Contemporánea: auge y decadencia de la minería

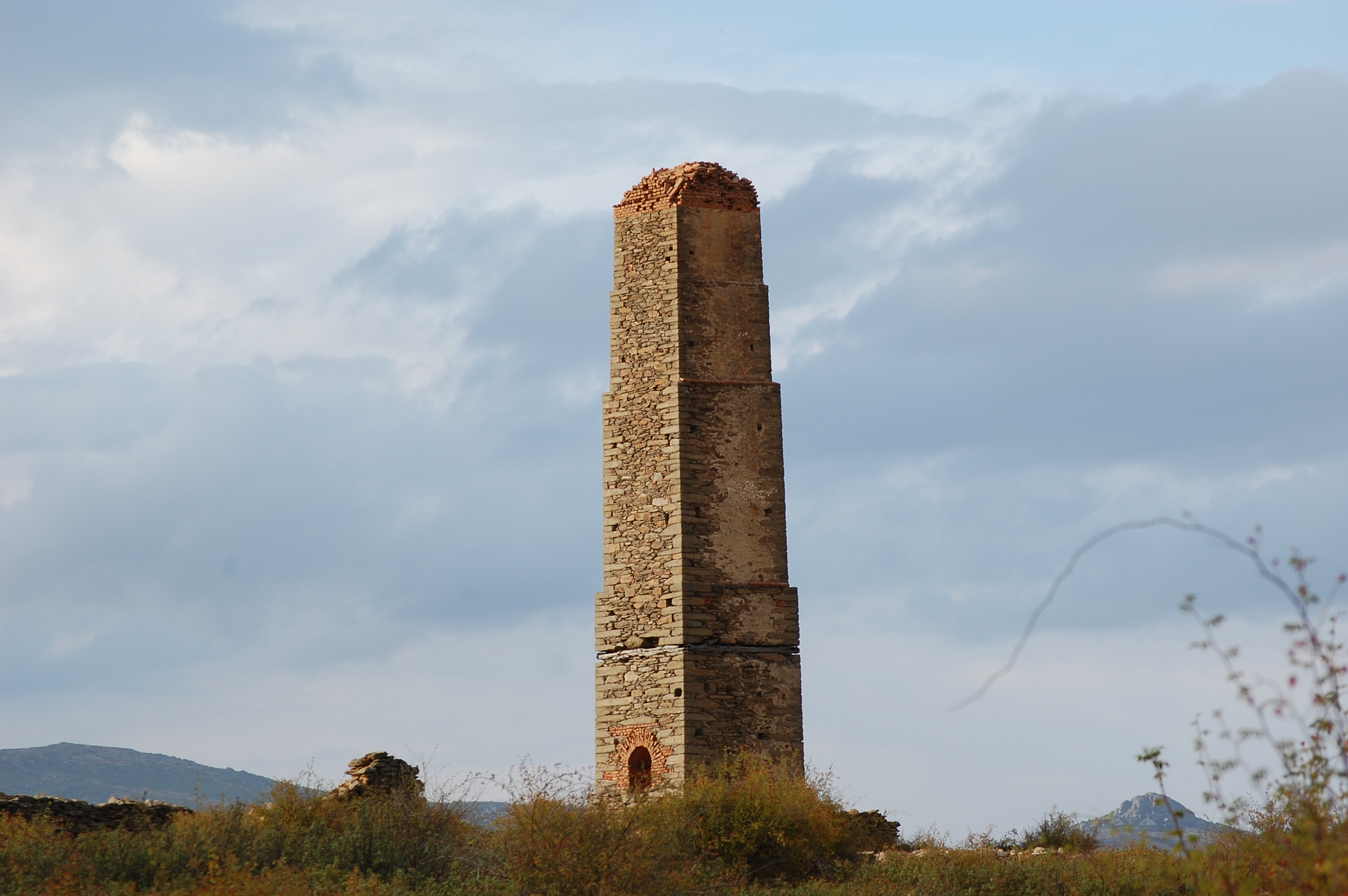
Respiradero de mina en Hiendelaencina

La población de la localidad —perteneciente a la Tierra de Jadraque— al final del primer cuarto del siglo XIX era de 68 vecinos —ciudadanos pagantes de impuestos— y de 305 habitantes en total según el diccionario de Sebastián Miñano de 1827.
En el momento del descubrimiento de la plata, Hiendelaencina era una pequeña localidad con ayuntamiento perteneciente al partido de Atienza, a la audiencia territorial de Madrid y a la diócesis de Sigüenza-Guadalajara cuyos exiguos 48 vecinos se dedicaban al cultivo del centeno y a la ganadería.
El diccionario geográfico estadístico de Pascual Madoz describe a la localidad como situada en un terreno áspero, de clima frío, y apunta que las enfermedades más comunes eran las «agudas». Según Madoz contaba con 38 viviendas, el edificio del ayuntamiento, una escuela de instrucción primaria y una iglesia parroquial servida por un cura y un sacristán. El hallazgo en 1844 de los primeros yacimientos de plata en el paraje de Cantoblanco se atribuye a Pedro Esteban Gorriz, un topógrafo de origen navarro. La llamada mina de Santa Cecilia fue la primera en abrirse. Las minas de plata de Hiendelaencina, con unos depósitos de una escala impresionante, fueron las más importante de España durante la segunda mitad del siglo XIX. Pascual Madoz, en su diccionario de 1845 —de publicación un año posterior al hallazgo de la plata— describió la actividad del sector primaria como consistente en la producción de cereales y legumbres, la cría de ganado lanar y de caballerías necesarias para la agricultura. Existía también industria agrícola y la que conllevaba el trabajo en las minas. De acuerdo a Madoz por aquel entonces contaba con 38 vecinos (pagadores de impuestos) y 133 almas (total). Entre las primeras minas y sociedades formadas inmediatamente después del hallazgo se encontraban la ya mencionada «Santa Cecilia», propiedad de la sociedad del mismo nombre, y las llamadas «La Suerte» y «La Fortuna».
Con el descubrimiento, la actividad minera en cuanto a metales preciosos, hasta ese momento centrada esencialmente en los yacimientos costeros de Sierra Almagrera en la provincia de Almería, llegó al interior peninsular. Las explotaciones tuvieron una actividad intermitente al ritmo de los acontecimientos históricos hasta que fueron cerradas definitivamente a principios del siglo XX por ser poco rentables. La explosión demográfica que provocaron las minas fue extraordinaria. En escasos años la población se multiplicó por más de 40. Entre los trabajadores se encontraba un gran número de mineros asturianos. Sin embargo las condiciones de vida de los mineros no fueron nada fáciles: los casos de argiria, las condiciones en las minas y un grave accidente con 13 fallecidos en 1864 atestiguan la precariedad del trabajo minero. En esa época en las minas existió cierto movimiento sindical que llegó a vertebrar una sociedad obrera. Esta sin embargo no se llegó a incorporar a la Primera Internacional por la actitud represiva de los patrones británicos. Las minas se cerraron definitivamente con el fin de la Primera Guerra Mundial en 1918.

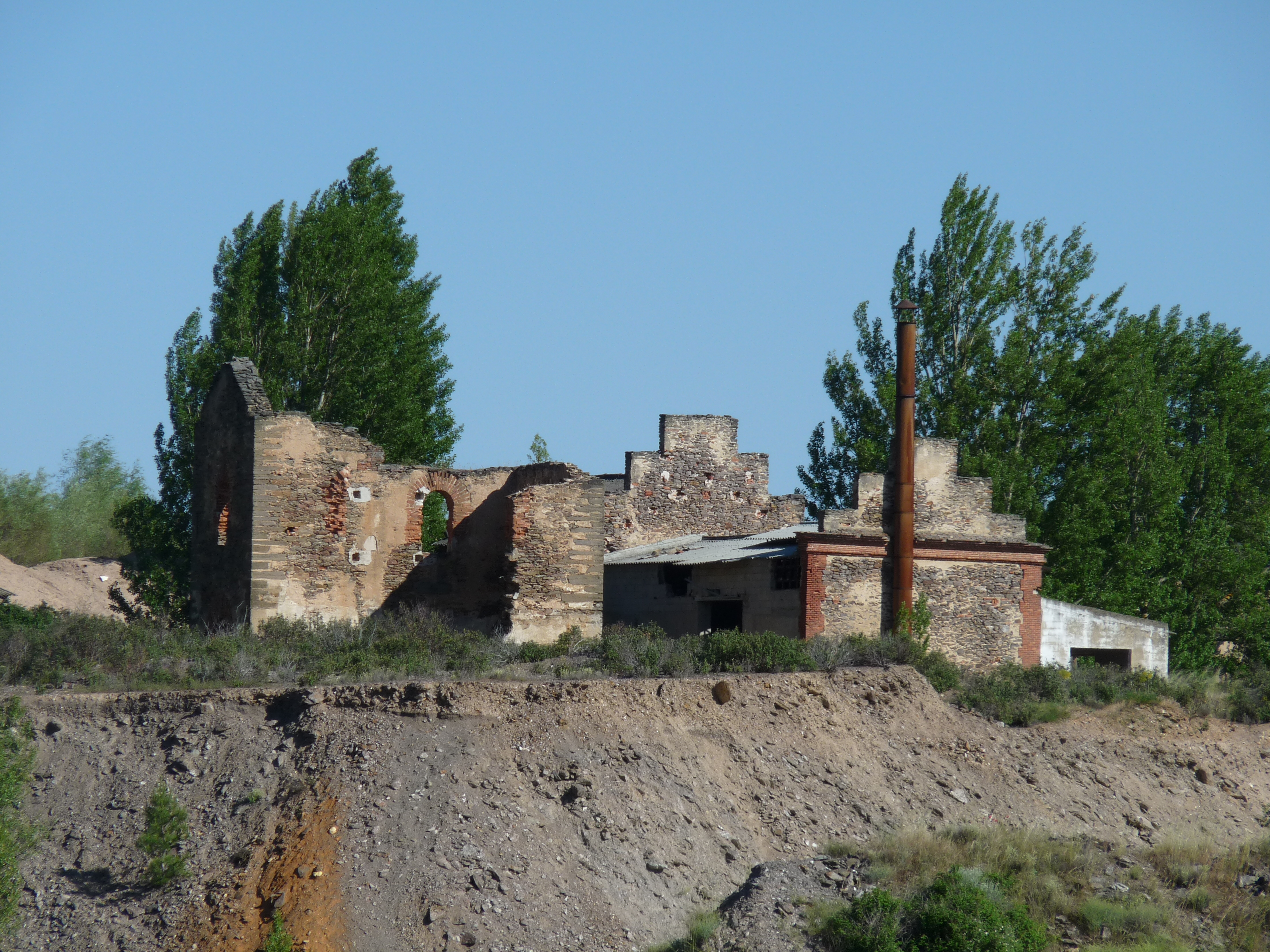
Antiguas instalaciones ruinosas de las minas

El balance final de extracción fue muy destacado. En las dos primeras fases de explotación, hasta 1870 y entre 1875 y 1882, se produjeron 1.200.000 kilos de plata, fundamentalmente gracias a la explotación del filón conocido como Rico, de halogenuros de plata con una ley muy elevada. El último periodo entre 1903 y 1918 produjo 30.307 kilos. En los años cuarenta del siglo XX hubo varios proyectos de investigación para encontrar nuevos filones, pero no tuvieron éxito.
En una provincia de notoria tendencia derechista durante la década de 1930, en 1936 Hiendelaencina formaba parte de una de las zonas de influencia de la izquierda, en las que el Frente Popular obtuvo la mayoría en las elecciones generales de febrero de ese mismo año. En las elecciones generales de 1979 el partido de Unión de Centro Democrático (UCD) recibió la mayoría del apoyo electoral en el municipio (un 69,93 % de los electores), por delante del Partido Socialista Obrero Español, de Coalición Democrática (CD) y del Partido Comunista. Ya en el siglo XXI, el nombre de la localidad logró alcanzar cierto eco en los medios nacionales con la medida del ejecutivo autonómico de María Dolores de Cospedal de cerrar en enero de 2013 los servicios de urgencias nocturnas que ofrecían los centros sanitarios de diversos municipios de la comunidad autónoma, entre los que se encontraba Hiendelaencina. En oposición a esa medida surgieron movimientos ciudadanos en los diferentes municipios para evitar su aplicación.

## Demografía
Hiendelaencina cuenta con una población de 110 habitantes (INE 2024).
| Gráfica de evolución demográfica de Hiendelaencina entre 1842 y 2021                                                |
| |
| Población de derecho según los censos de población del INE Población de hecho según los censos de población del INE |

En 2017 la población del municipio ascendía a 117 habitantes. A pesar de ser el municipio más poblado de la mancomunidad de Alto Rey, Hiendelaencina continúa sufriendo un declive demográfico pronunciado desde comienzos del siglo XX, coincidiendo con el fin de la actividad económica de las minas. En el año 2011 la población de origen extranjero ascendía a 32 personas: 26 búlgaros, 4 de origen rumano, 1 de origen polaco y 1 persona de origen argelino.

## Administración y política

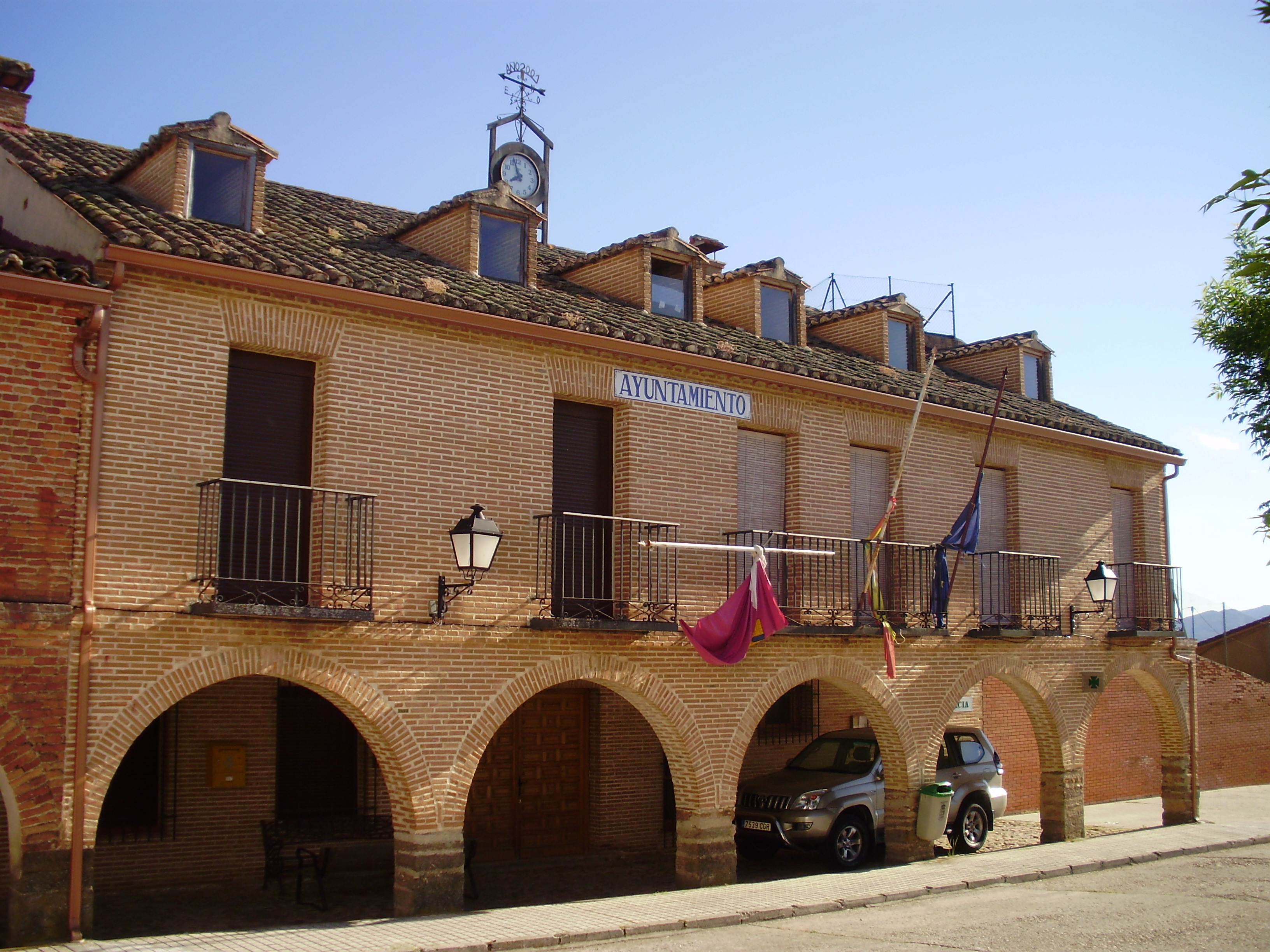
Ayuntamiento del municipio

En las elecciones municipales de 2011 el Partido Socialista obtuvo la victoria electoral imponiéndose en los comicios a la agrupación del Partido Popular. El alcalde de la localidad es Mariano Escribano Gismera, del PSOE. Hiendelaencina, desde el punto de vista de la administración judicial, pertenece junto a otros 70 municipios al partido judicial de Sigüenza (n.º 3 de la provincia de Guadalajara). En 2012 el Consejo General del Poder Judicial, argumentando una optimización de la administración, propuso la posible disolución de este partido para agruparlo en el de Guadalajara o en el de Molina de Aragón.
| Partido político       | 2011  | 2011       | 2007  | 2007       | 2003  | 2003       | 1999  | 1999       | 1995  | 1995       |
| Partido político       | Votos | Concejales | Votos | Concejales | Votos | Concejales | Votos | Concejales | Votos | Concejales |
| PSOE                   | 87    | 5          | 66    | 4          | 60    | 4          | 70    | 4          | 44    | 1          |
| PP y AP                | 21    | 0          | 43    | 1          | 39    | 1          | 45    | 1          | 71    | 4          |
| UCD y UC-CDS           | -     | -          | -     | -          | -     | -          | 6     | 0          | -     | -          |
| Otros - Independientes | -     | -          | -     | -          | -     | -          | -     | -          | -     | -          |

| Partido político       | 1991  | 1991       | 1987  | 1987       | 1983  | 1983       | 1979  | 1979       |
| Partido político       | Votos | Concejales | Votos | Concejales | Votos | Concejales | Votos | Concejales |
| PSOE                   | 34    | 1          | 51    | 3          | 28    | 0          | -     | -          |
| PP y AP                | 68    | 5          | 53    | 2          | 59    | 2          | -     | -          |
| UCD y UC-CDS           | 19    | 1          | -     | -          | 54    | 2          | 31    | 5          |
| Otros - Independientes | -     | -          | -     | -          | 69    | 1          | -     | -          |

## Economía
El municipio presenta una débil actividad económica. La agricultura ocupaba en 2007 al 13,3 % de la población sobre un total de 30 trabajadores (de los cuales un 33,3 % eran autónomos. Los principales sectores económicos en ese mismo año eran la construcción (33,3 % de los trabajadores) y el sector servicios (50,0 % de los trabajadores). Un único trabajador (3,3 % del total) se dedicaba a la industria manufacturera. En 2011 la tasa de paro era del 3,6 %. En cuanto a la superficie de las explotaciones del sector primario, este está centrado únicamente en la agricultura de terrenos arables de secano (7,24 %) y, sobre todo, en los pastos, que ocupan un 81,87 % del terreno. A pesar de su nula importancia en el momento, en el 2010 se estudiaba la viabilidad económica de volver a la explotación de plata en Hiendelaencina.

## Transportes
Transporte por carretera

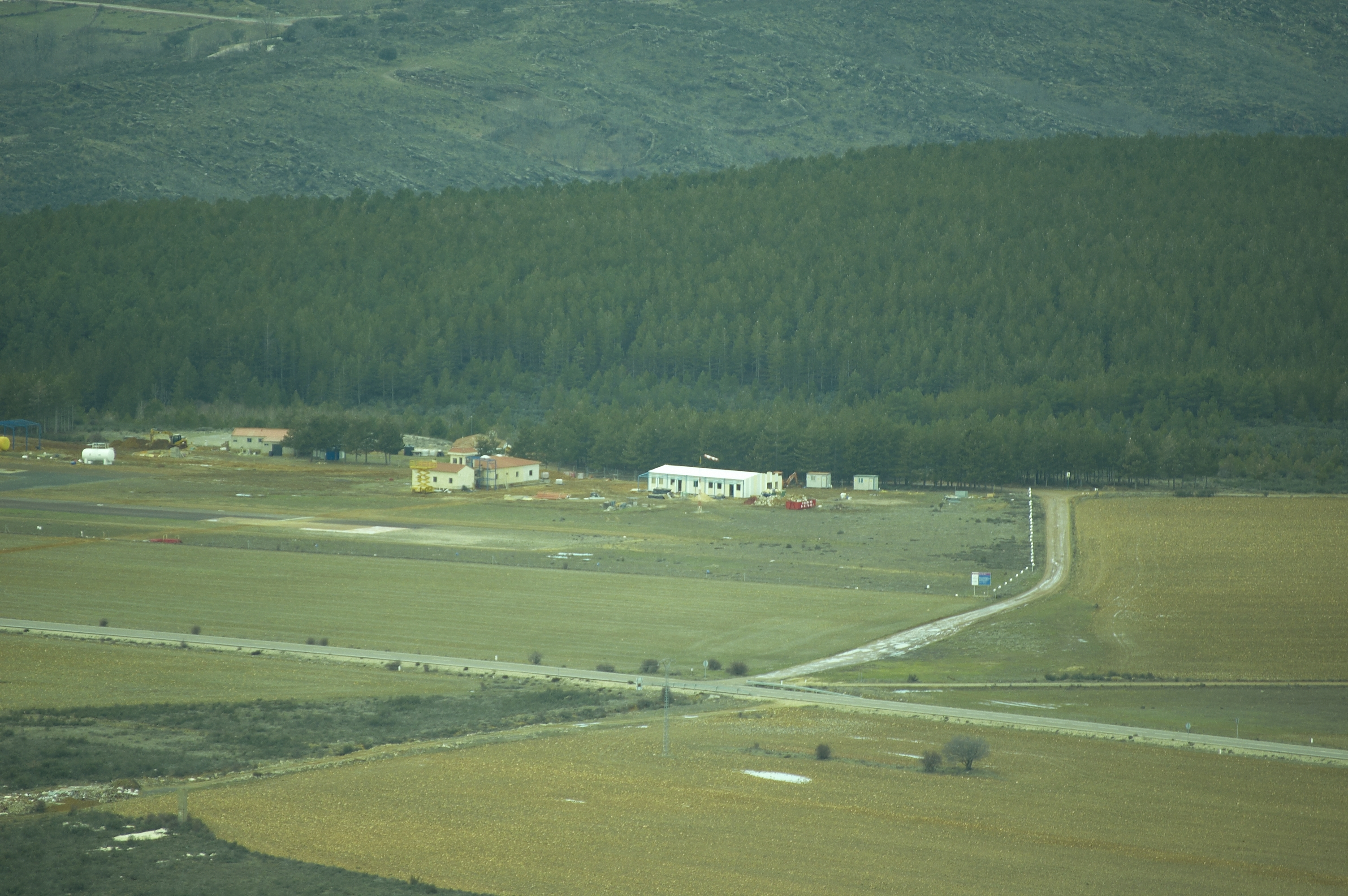
Vista desde el término municipal de Robledo de Corpes del aeródromo de Hiendelaencina-Alto Rey

La localidad de Hiendelaencina se conecta con la red de carreteras del estado a través de dos vías secundarias: la carretera autonómica  CM-1001 , cuyo recorrido comienza en El Cubillo de Uceda y finaliza en Atienza, conecta a Hiendelaencina con esta última localidad y con Cogolludo; la carretera de orden local  GU-147 , cuyo trayecto comienza en la localidad y muere en Aldeanueva de Atienza, conecta a la localidad con Villares de Jadraque.
| Numeración | Nombre                            | Itinerario | Datos |
| ---------- | --------------------------------- | --- | ----- |
| GU-1001    | Carretera de Tortuero             | El Cubillo de Uceda - Casa de Uceda - Puebla de Beleña - Torrebeleña - Fuencemillán - Cogolludo - Congostrina - Hiendelaencina - Robledo de Corpes - Naharros - Atienza |       |
| GU-147     | Carretera a Aldeanueva de Atienza | Hiendelaencina – Villares de Jadraque – Bustares - Aldeanueva de Atienza                                                                                                |       |

Transporte aéreo
El término municipal de Hiendelaencina cuenta en su límite con el municipio de Villares de Jadraque con un pequeño aeródromo —conocido anteriormente como Base Aérea de Las Minas— que dispone de una pista de asfalto de una longitud de 1100 m, cuya función es la lucha contra los incendios forestales. (41°6′30″N 2°59′9″O / 41.10833, -2.98583). Los aeropuertos internacionales más cercanos son el aeropuerto de Madrid-Barajas situado a 110 km de distancia (1 hora 31 minutos en automóvil), y el aeropuerto de Zaragoza, que se encuentra a 223 km de distancia.

## Bienestar social
Sanidad y educación
Hiendelaencina cuenta con un centro de atención primaria —distante 76,5 km del hospital universitario de la capital provincial— que presta también servicio a los municipios de Bustares, Gascueña de Bornova, Prádena de Atienza, Robledo de Corpes y Villares de Jadraque. En 2009 el centro contaba como personal con 3 puestos de medicina general y 1 puesto de enfermería con horario de mañana. La Junta de Comunidades de Castilla-La Mancha programó la supresión de cualquier servicio de urgencias nocturnas para el 14 de enero de 2013. El municipio dispone de una farmacia.
No existe ningún centro escolar en el término municipal de Hiendelaencina, así como tampoco en las localidades vecinas. Los centros de educación primaria más cercanos se encuentran en Atienza (CRA Serranía de Atienza), Cogolludo (CRA La Encina), Sigüenza (CP San Antonio de Portaceli) y Jadraque (CP Romualdo De Toledo). Existe un instituto de enseñanza secundaria en Jadraque (IESO Valle del Henares) y otro en Sigüenza (IES Martín Vázquez de Arce).

## Patrimonio

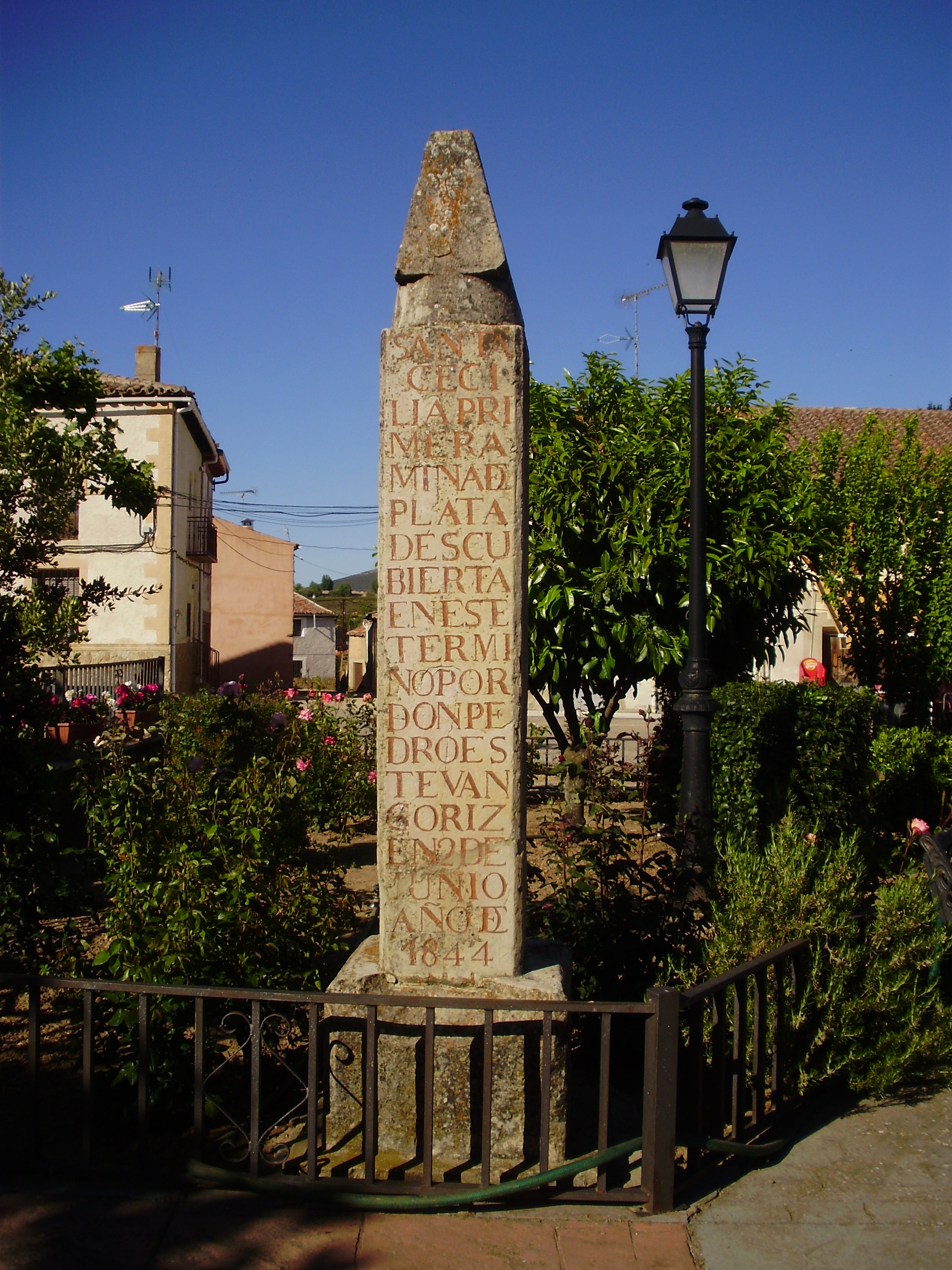
Monolito de las minas.

El principal legado del municipio son las obras arquitectónicas y de ingeniería de las antiguas minas de plata. Entre las diferentes huellas que ha dejado el pasado minero, además de los diferentes pozos y galerías, se encuentran instalaciones industriales como casas de máquinas, lavaderos o centrales hidráulicas, pendientes de hacer inventario.
La localidad cuenta también con una iglesia parroquial. La construcción del edificio se remonta a mediados del siglo XIX, en pleno auge de la plata. Cuenta con una planta de cruz latina de una sola nave. Su exterior es poco destacable artísticamente. Hiendelaencina forma parte del Camino del Cid, un itinerario turístico-cultural basado en un personaje histórico, Rodrigo Díaz de Vivar, y en una obra literaria, el Cantar de mio Cid. La localidad cuenta con un monolito que conmemora el descubrimiento de las minas de plata. Entre las fuentes de la localidad destaca la situada en la plaza de Hiendelaencina, redonda, de cuatro caños y rematada de una bola de piedra. Algunas construcciones de Hiendelaencina forman parte de la arquitectura negra, caracterizada por el uso de la pizarra, un material muy abundante en la zona.

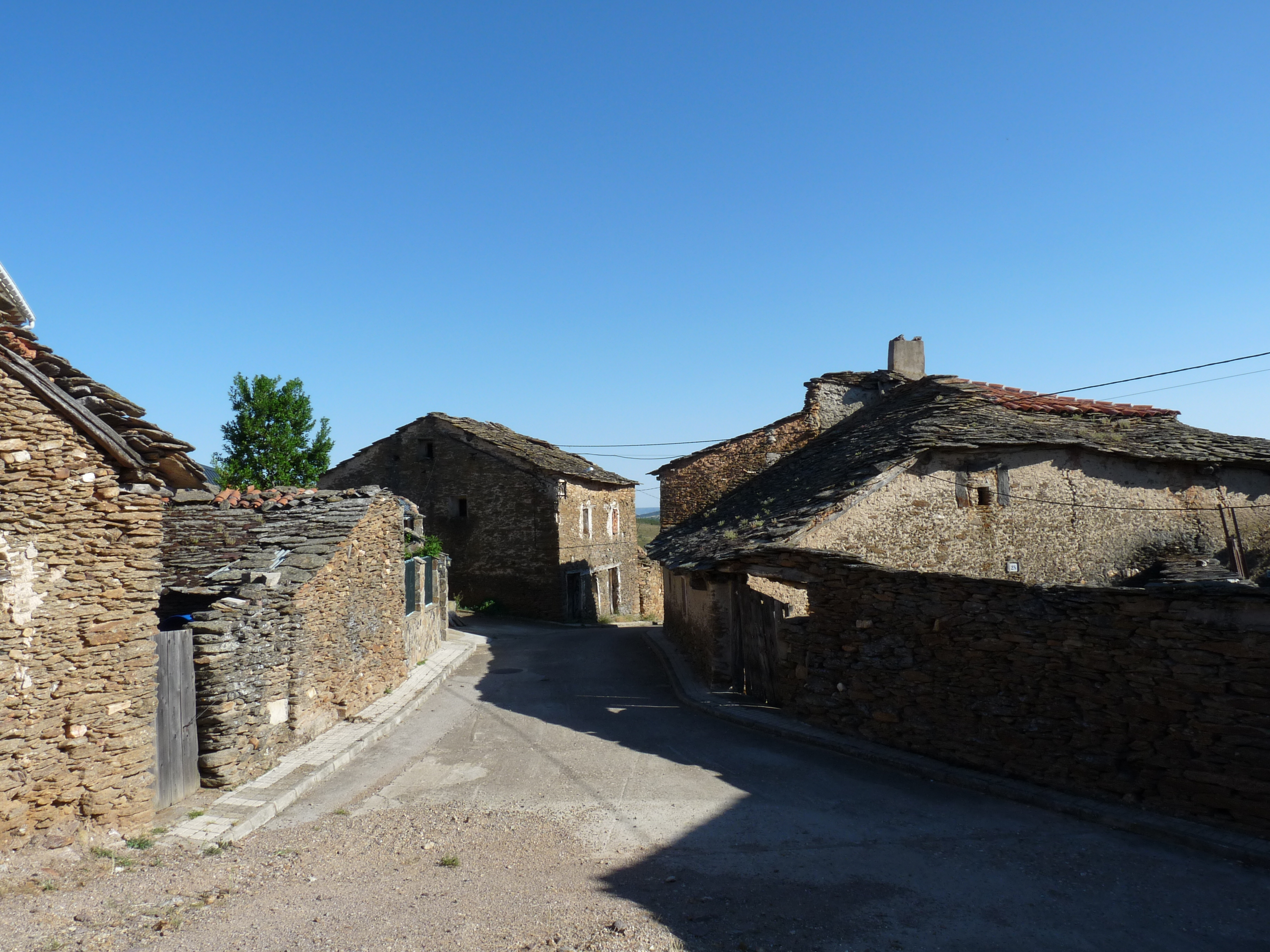
Viviendas tradicionales en la localidad

Existe un proyecto para la «musealización» del patrimonio minero del municipio que contempla la restauración de un edificio en el casco urbano (completada) y su posterior equipamiento con contenido cultural para albergar el llamado «Museo de la Plata», además de la habilitación de la mina Santa Catalina para que pueda ser visitada. Sin embargo en diciembre de 2012 el proyecto se encontraba parado.

## Fiestas
Durante el año, en Hiendelaencina tienen lugar una serie de eventos de interés turístico, religioso, económico o cultural. En la Semana Santa destaca «la Pasión Viviente», una presentación teatral de la pasión de Cristo que empezó a celebrarse en 1972 llevada a cabo por los habitantes y amigos de Hiendelaencina. En esta celebración, los lugareños —caracterizados de la época— representan el juicio de Poncio Pilatos y la condena de Jesús de Nazaret por el pueblo judío el día de Viernes Santo. Fue declarada Fiesta de Interés Regional el 23 de enero de 2001 en el Diario Oficial de Castilla-La Mancha. Otro evento importante de la localidad es la Feria del Ganado. Se trata de una feria ganadera que se celebra desde 1983 centrada en el ganado ovino y caprino. Las fiestas patronales del municipio en honor a Santa Cecilia (patrona del municipio) se celebran en agosto, aunque el 22 de noviembre también se prenden hogueras en su honor («La hoguera de Santa Cecilia»).

## Personas notables
- José María de Madariaga y Casado (Hiendelaencina, 1853-Madrid, 1934): ingeniero de minas, académico numerario de la Real Academia de Ciencias Exactas, Físicas y Naturales y presidente de la Real Sociedad Española de Física y Química.[97]
- Cecilio Olivier Sobrera (Hiendelaencina, 1892-Madrid, 3 de noviembre de 1966) fue un militar y político español, que alcanzó el rango de general. Fue alcalde de la ciudad de Gijón, en Asturias, entre los años 1958 y 1961